# Carondas
Carondas fue un célebre legislador griego nacido en la ciudad de Catania (en la isla de Sicilia).
Se desconoce su fecha de vida; algunos lo identifican como discípulo de Pitágoras (c. 580‑504 a. C.), pero lo único que se puede afirmar es que vivió antes que Anaxilas de Regio (494-476 a. C.), pues sus leyes se aplicaron entre los regios hasta que Anaxilas las abolió.
Sus leyes, originalmente escritas en verso, fueron adoptadas por las demás colonias calcídicas de Sicilia e Italia.
Carondas se inspiró en las leyes de Zaleuco de Locri (quien floreció a fines del siglo VII a. C.) para elaborar las leyes de las colonias calcídicas (es decir, fundadas por la ciudad griega de Calcis) en Sicilia y en Italia (Magna Grecia), entre ellas Catania, su ciudad natal siciliana, y Regio. Las escribió en verso, de manera que fuera posible cantarlas en los banquetes y así aprenderlas mejor, como cuenta Hermipo en el sexto libro de su obra Sobre los legisladores.
Sus leyes, que se conocen a través de la Política de Aristóteles, Estobeo y otras fuentes, tenían un talante democrático, aunque él pertenecía a la nobleza. En ellas se deja notar un particular esfuerzo en redactar normas que protegieran la familia: en la cuestión de las sucesiones, ordenaba que las propiedades de los huérfanos las administraran los parientes del padre, pero el huérfano debía ser cuidado por los de la madre, y concedía a una heredera el derecho de tomar como marido a su pariente más próximo y, en caso de que se negara, debía dotarla con quinientas dracmas; también el costo de la educación de los hijos de todos los ciudadanos debía ser sufragado por el Estado y quitaba los derechos civiles al viudo con hijos que se casaba otra vez, protegiéndolos así de las madrastras. Igualmente prohibió a los ciudadanos ir armados a las asambleas del pueblo, estableció los tribunales populares e innovó con la creación de leyes contra la calumnia, los testigos falsos y el perjurio, a todos los cuales hacía sacar a la vergüenza paseándolos con una corona de tamarisco.
Según sus leyes, los comerciantes solo podían vender mercancías en el mercado y todas las ventas debían hacerse al contado, obligación que también recogerá Platón en Las leyes. En derecho penal sus castigos eran demasiado severos: entrar armado en la Asamblea valía la muerte, y el propio legislador, como cuenta Diodoro, se hizo sufrir a sí mismo tal castigo al transgredir involuntariamente la norma, suicidándose con su propia espada y sellando así sus leyes con su propia sangre. A Carondas se le atribuye además la imposición de multas por delitos como resistirse a actuar como jurado, violar un hombre libre a una esclava, robo con fractura, incendio y estragos. Castigaba al desertor con la vergüenza de exhibirse ataviado de mujer tres días en el ágora. Aristóteles tenía a Carondas como un legislador más preciso y claro que los de su propia época.